# 了賢寺
了賢寺（りょうけんじ）は和歌山県海南市にある浄土真宗本願寺派の寺院である。

## 概要
和歌山県海南市冷水浦にある了賢寺は全国にある仏教寺院の中で海に最も近い寺院と言われている。本尊の阿弥陀如来が安置されている本堂には、朝7時～夕方5時頃までは自由に参拝できる。蓮如ゆかりの寺院であり、和歌山における本願寺教団の寺院の起源とも伝わる。親鸞・蓮如の二尊連座御影像をはじめとした文化財(法宝物)もあり、これらは毎年「二尊会法要」の際に掛けられる。
また、一年を通して法要や行事を開催し、門信徒や地域に密着した活動を行っている。

## 歴史
寺院公式サイトによる。
- 1476(文明8)年3月

清水浦の住人、喜六太夫が熊野古道にある藤白峠御所の芝にて、熊野参詣の途中の本願寺第8代宗主蓮如に出会い、浄土真宗の教化を受ける。その後蓮如が熊野よりの帰路の途中、喜六太夫の案内により清水浦に立ち寄り、太夫の自宅にてさらに布教する。その後太夫は教えに帰依し、蓮如の直弟子となり、法名を「了賢」とし、自宅に蓮如直筆の「六字名号」を安置する。その後、道場を清水浦の西の浦の「飯盛山（いいもりやま）」に、別名「御坊山（ごぼうやま）」・「御山（おやま）」に移して、「清水道場」とする。これが開創であり、紀州における本願寺教団の起源とされている。
- 1476(文明8)年10月

10月に了賢は、河内国出口村＜現、大阪府枚方市出口＞にいた蓮如のもとを訪ねて、「二尊連座像」（宗祖親鸞と蓮如の絵像が一幅の掛け軸に描かれた影像で、「二尊像」とも言う）＜現在　本願寺鷺森別院所蔵＞を「九字（くじ）、十字（じゅうじ）名号」と共に10月29日に授与される。「十字名号」のみ了賢寺所蔵。
- 1486(文明18)年3月

3月8日、蓮如は河州出口村を船で出発し、各地で3泊した後11日に清水浦に再度下向、教化の後、病に臥せっている清水浦の作四郎に対して、『信心獲得の御文章-しんじんぎゃくとくのごぶんしょう-（御文-おふみ-）』を著述、教化。翌12日朝、同行衆と別れを惜しみつつ船に乗って河内へ帰る。その時の様子を、「わきいずる　清水の浦を今朝は早や別れて帰る　後の恋しさ」と蓮如が、詠んだと伝えられる（蓮如『紀伊の国紀行』に記載）。
- 1492(明応元)年10月

10月23日、蓮如より「方便法身尊形（ほうべんほっしんそんぎょう＝阿弥陀如来の絵像）」を下付される。
同日、開基了賢が往生する。
- 1507(永正4)年

本願寺第9代宗主実如、紀州の浄土真宗の発展と共に、同行衆の増加によって、また参詣人の交通の便等を考慮して、 道場を清水浦の対岸の「黒江・橋尾山」に移し「黒江坊舎」となる。後、第10代宗主証如は、 同じ黒江の「天王山」に移し、「黒江坊舎」後江戸時代には「黒江御坊」、明治8年の制度改革により現在の浄國寺となる。
- 1550(天文19)年

証如、戦国動乱の世相に応じて黒江より、三度目の和歌浦の「弥勒寺山（みろくじさん）」＜現在の「秋葉山」＞に移し、「弥勒寺山坊舎（みろくじさん　ぼうしゃ）」となる。
- 1563(永禄6)年

第11代宗主顕如、弥勒寺山より四度目の和歌山宇治郷（うじごう）鷺森（さぎものり）に移し、「雑賀（さいか）坊舎・御坊」後「鷺森御坊」となり、現在の本願寺鷺森別院となる。
- 1677(延寳5)年4月

4月、清水浦に於ける念仏道場として残された「清水惣道場（しみずそうどうじょう）・圓乗寺（えんじょうじ）」に7日、本願寺第14代宗主寂如より、『二尊連座御影像』＜当寺所蔵＞が、再下付される。
- 1717(享保2)年

清水浦の清水総道場、圓乗寺を、了賢寺に改称する。
- 1732(享保17)年1月

本願寺第15代宗主住如、了賢寺を本願寺の兼帯所（けんたいしょ）とする。
- 1778(安永7)年

第17代宗主法如の時、了賢寺を「清水御坊、後冷水御坊」とする。
寺基を飯盛山より、清水浦の「中の浦」の現在地に移し、現本堂（南北10間・東西11間）を建立する。
- 1787(天明7)年3月

3月29日、当寺初代留守居（るすい）義観往生する。
- 1787(天明7)年6月

６月16日、第2代留守居を恵明継職。
- 1802(享和2)年10月

10月1日、第3代留守居を智海継職。
- 1814(文化11)年12月

12月17日、第2代留守居恵明往生する。
- 1832(天保3)年1月

1月29日、第4代留守居を了英継職。
- 1834(天保5)年12月

12月6日、第3代留守居智海往生する。
- 1858(安政5)年8月

８月29日、第4代留主居了英往生する。
- 1858(安政5)年12月

12月1日、第5代留守居を了圓継職。
- 1902(明治35)年10月

12月27日、第5代留守居了圓往生する。第6代住職を了燃継職。（明治8年の本願寺の制度改革により、留守居から住職になる）
- 1928(昭和3)年7月

7月2日、第6住職了然往生する。第7代住職を泰憲継職。
- 1936(昭和11)年6月

6月12日、第7代住職泰憲往生する。
- 1955(昭和30)年12月

12月5日、第8代住職を良雄継職。
- 2003(平成15)年9月

9月30日、第8代住職良雄往生する。
- 2003(平成15)年11月

11月7日、第9代住職を教智継職（現住職）。
- 2006(平成18)年4月

4月15日～16日、開創530年記念・二尊会法要を厳修し、記念事業として、前年の2005（平成17）年に本堂内陣を一部修復工事と仏具の修復を行う。

## アクセス
- 阪和自動車道　「海南IC」より車で約5分。
  - 境内に駐車可。[注釈 4]

- JR紀勢線（きのくに線）「冷水浦駅」より西へ約250m。